# 館柳湾

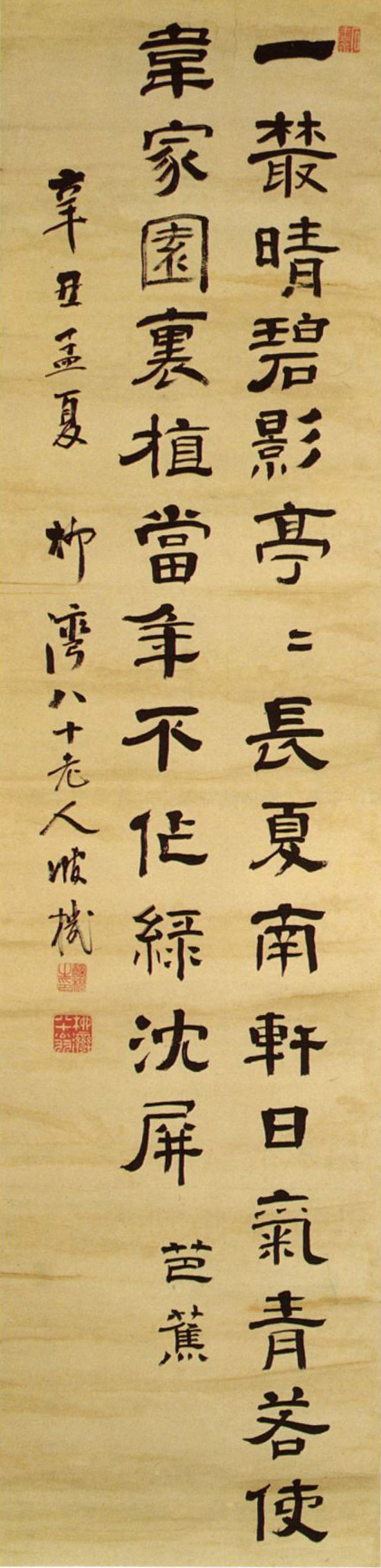
七言絶句二行隷書「芭蕉」

館 柳湾（たち りゅうわん、宝暦12年3月11日（1762年4月5日） - 天保15年4月13日（1844年5月29日））は、江戸時代後期の日本の漢詩人・書家である。
本姓は小山氏、養子となって館を名乗る。名を機、字は枢卿、通称を雄次郎。柳湾の号は、故郷である信濃川河口の柳のある入り江に因んでいる。別号に石香斎・三十六湾外史などがある。

## 略歴
新潟（現新潟市上大川前通）の廻船問屋小山家の次男として、父弥右衛門、母八重の間に生まれる。少年期には儒医高田仁庵に『詩経』『書経』などを学ぶ。早くに両親を失ったため、巻村にあった質屋の館徳信の養子となる。
1784年、江戸に出て亀田鵬斎に学んだ後、代官の手代となる。成人後、旗本の小出照方の家臣となる。1787年、恩師の高田仁庵の姪 佳輿（かよ）を娶り、長女梅が誕生するも、後に佳輿は病死。柳湾は佳輿の妹順を後妻とし、2男2女を授かる。1798年、大典顕常に出会い、翌年、小出照方の計らいで昌平黌の林述斎に入門する。1800年、小出照方が飛騨郡代となり、彼に同行して飛騨高山に赴任する。翌年、小出とともに江戸に戻る。赤田臥牛の還暦に詩を贈る。
1827年、致仕した後、新潟へ里帰りを果たす。80歳の傘寿を祝いには、両国の万八楼に千人の来賓が集ったという。1844年、目白台の自宅にて歿す。墓は長源寺にある。

## 人物
柳湾は、温厚な性格で寡黙であり、色白で背が高く、酒を嗜むことなく一日に一升の飯を食べたという。実直な役人として上司の信任が篤く加えて領民思いだった。師の亀田鵬斎が寛政異学の禁のためほとんどの門弟を失ったが、柳湾はその後も師弟の関係を続けていることから義に篤い人物だったと思われる。最も詩と書に巧みだったが、和歌と篆刻も好んだ。中井敬所の『日本印人伝』にその名が見える。多くの著作を刊行し、江戸庶民の人気を博した。同じく幕臣で漢詩人であった岡本花亭と並び称され、詩人として順風満帆で幸福な人生を送った。息子の館霞舫は画家となっている。

## 詩風・詩業
当時の詩壇の趨勢は、大振りで華やかな唐詩から写実的で清新な宋詩へと流行が移り変わろうとする時期であったが、その中において柳湾は中晩唐の高雅典麗な詩風を好み、絶句集をさかんに刊行した。杜牧、温庭筠、李商隠、韓偓などの影響がみられ、平易で澄明な詩風が大いに人気を博した。
在世時から柳湾は、中晩唐の詩を愛し、自身の詩を錬磨してやまない詩人として知られていたが、岩渓裳川や阪口五峰によって、柳湾の情趣豊かで洗練された詩が喧伝され、その名声はますます上がった。その後、永井荷風は柳湾の平明な詩を評価し、柳湾の詩人像の理解に新たな展開をもたらした。荷風は柳湾の詩を「江戸名所の絵本をひらき見るの思あり」とし、近代フランスの叙情詩に匹敵すると『葷斎漫筆』の中で絶賛している。
辺縁の地を嫌い、早くから江戸に出た柳湾であったが、山国飛騨高山に赴任し、一時は生涯をその地に終える覚悟であったらしい。飛騨の山河を詠んだ美しい詩が遺されている。
| 中山七里（なかやましちり） |                                              |
| 楓林霜後競鮮明             | 楓林（ふうりん） 霜後（そうご）に 鮮明を競い |
| 曝錦中山七里程             | 錦を曝（さら）す 中山 七里の程（てい）       |
| 誰道天機無織具             | 誰か道（い）う 天機 職具無しと               |
| 長渓処処桟編筬             | 長渓 処処 桟 筬（おさ）を編む                |

## 交友
- 亀田鵬斎
- 巻菱湖
- 原士簡
- 最上徳内
- 松崎慊堂
- 斎藤拙堂
- 梁川星巌
- 大窪詩仏
- 菊池五山
- 伊沢蘭軒
- 狩谷棭斎
- 羽倉簡堂
- 広瀬旭荘
- 上田雪坡
- 葛西因是

## 刊行出版

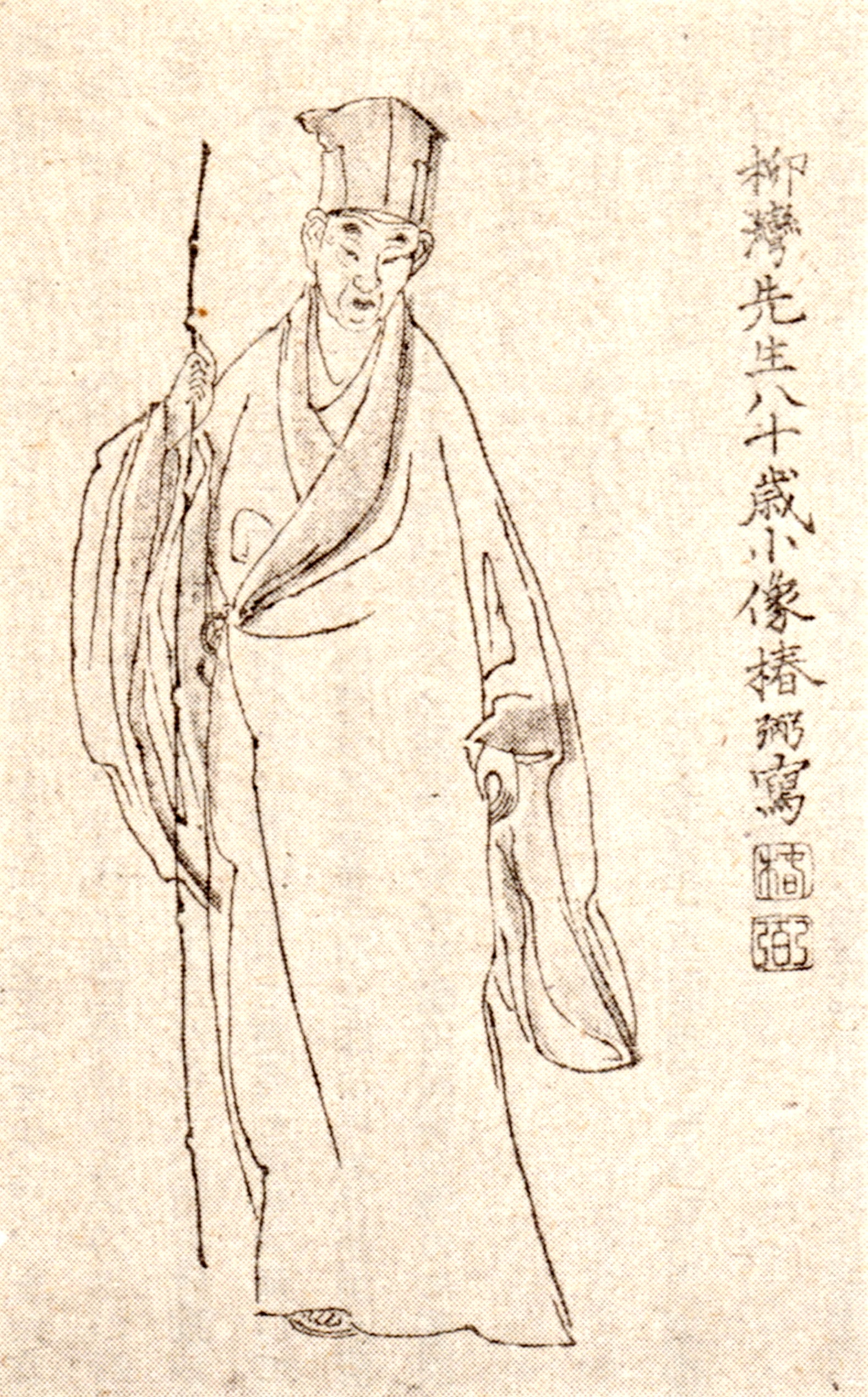
椿椿山・筆　柳湾八十歳

- 『金詩選』1807年
- 『晩唐十家絶句』1807年
- 『四詠唱和』1809年
- 『晩唐十二家絶句』1809年
- 『晩唐詩選』1809年
- 『授時図指掌活法之図』1809年
- 『中唐十家絶句』1810年
- 『韓内翰香奩集』1811年
- 『佩文斎詠物詩選』1812年
- 『樊川詩集』1817年
- 『清四大家詩鈔』1819年
- 『柳湾漁唱』一集 万笈堂 1821年
- 『中唐二十家絶句』1824年
- 『列朝詩集絶句集』1827年
- 『茶山集』1828年
- 『柳湾漁唱』二集 1831年
- 『林園月令』]1832年
- 『山村充糧志』1833年
- 『王荊公絶句』1833年
- 『秦漢瓦当図』1838年
- 『詠茶詩録』1839年
- 『晩唐詩鈔』1840年
- 『柳湾漁唱』三集 1841年（柳湾肖像画：椿椿山筆）
- 『唐詩三体家法』1841年

### 関連文献
- 徳田武訳注・解説 『野村篁園　館柳湾　江戸詩人選集7』岩波書店、1990年、復刊2001年、ISBN 4000915975。
- 永井荷風 『葷斎漫筆』岩波書店「荷風全集 第15巻」旧版、初版1963年。
- 渡辺秀英編 『館柳湾』巻町役場＜巻町双書第16集＞、1971年。
- 鈴木瑞枝 『館柳湾・人と詩』太平書屋＜太平文庫7＞、1981年。
- 市川任三 『小籟吟集』太平書屋＜太平文庫8＞、1981年。
- 鈴木瑞枝訳注・解説 『館柳湾　日本漢詩人選集13』研文出版、1999年、ISBN 4876361649。